# ZESCO United
ZESCO United een Zambiaanse voetbalclub uit de stad Ndola. De club is zeker de laatste jaren succesvol met titels in 2007, 2008 en 2010. De club werd opgericht in 1974. Eigenaar, sponsor en naamgever van de club is de grootste Zambiaanse energiemaatschappij Zesco

## Palmares
- Premier League

Winnaars (7) : 2007, 2008, 2010, 2014, 2015, 2017, 2018
- Beker van Zambia

Winnaars (1) : 2006

### CAFcompetities
- CAF Champions League : 2 deelnames
  - 2008 - First Round
  - 2011 - n.n.b

- CAF Confederation Cup : 2 deelnames
  - 2006 - Eerste ronde
  - 2010 - Eerste ronde